# Andrainjato
Andrainjato is een plaats en commune in het zuiden van Madagaskar, behorend tot het district Ambalavao, dat gelegen is in de regio Haute Matsiatra. Tijdens een volkstelling in 2001 telde de plaats 6.200 inwoners.
De plaats biedt ekel lager onderwijs aan. 98 % van de bevolking werkt als landbouwer en 1 % houdt zich bezig met veeteelt. Het belangrijkste landbouwproduct is rijst; andere belangrijke producten zijn uien en tabak. Verder is 1 % actief in de dienstensector.